# Skënder Hyseni
Skënder Hyseni (ur. 17 lutego 1955 w Podujevie), kosowski polityk, minister spraw zagranicznych Kosowa w latach 2008-2010.

## Życiorys
Skënder Hyseni w 1979 ukończył literaturę i język angielski na Uniwersytecie w Prisztinie. W 1978 studiował również na Bloomsburg State College w USA, a w 1986 na University of Aberdeen w Wielkiej Brytanii. 
Hyseni rozpoczął swoją działalność polityczną wraz z utworzeniem w 1989 Demokratycznej Ligi Kosowa (LDK, Lidhja Demokratike e Kosovës). W 1992 zaczął pracę w Kosowskim Centrum Informacyjnym jako dziennikarz i tłumacz. Był jednym z współtwórców i redaktorów Kosovo Daily Report, biuletynu informacyjnego w języku angielskim. Po wyborze Ibrahima Rugovy na stanowisko prezydenta Kosowa w 1992, Hyseni dołączył do grupy jego doradców. Po jego śmierci w 2006, został doradcą prezydenta Fatmira Sejdiu. 
Hyseni był członkiem wielu kosowskich delegacji w trakcie procesu pokojowego na Bałkanach. Brał udział w konferencji w Rambouillet. W czasie negocjacji na temat statusu prowincji przed ogłoszeniem przez nią niepodległości, był rzecznikiem kosowskiej delegacji. 
W wyborach parlamentarnych w listopadzie 2007 dostał się do Zgromadzenia Kosowa. Na jego pierwszym posiedzeniu został wybrany ministrem kultury, spraw młodzieży i sportu w rządzie premiera Agima Çeku. Wchodził w skład Komisji Konstytucyjnej, która w kwietniu 2008 opracowała projekt konstytucji Kosowa. 
16 czerwca 2008 objął stanowisko ministra spraw zagranicznych w rządzie premiera Hashima Thaçi.